# Aimée-Adèle Le Bouteiller
Aimée-Adèle Le Bouteiller, S.M.M.P., řeholním jménem Marthe (2. prosince 1816, Percy – 18. března 1883, Saint-Sauveur-le-Vicomte) byla francouzská římskokatolická řeholnice, členka kongregace Sester svaté Marie-Madeleiny Postel. Katolická církev ji uctívá jako blahoslavenou.

## Život
Narodila se dne 2. prosince 1816 v Percy jako třetí ze čtyř dětí Andrey Le Bouteillera (1788–1827) a Marie Francescy Morel. Její rodiče byli farmáři a živili se také tkaním pláten. Její otec zemřel na tuberkulózu dne 1. září 1827, načež se její ovdovělá matka musela sama postarat o své čtyři děti. Musela tak matce pomáhala s hospodařením na farmě. Její role se stala důležitější poté, co se její dva bratři oženili. V dětství chodila do školy, kde byla jednou z jejích učitelek karmelitka Maria Farcy.
V roce 1836, ve věku 20 let, si šla najít práci jako služebná, aby se postarala o svou matku. Se svoji farností cestovala na každoroční poutě do mariánské svatyně v Cheppelle-sur-Vire. Na jedné takové pouti v roce 1841 navštívila zchátralý klášter, který na ni zapůsobil, načež se rozhodla pro zasvěcený život.
Dne 19. března 1841 vstoupila do ženské řeholní kongregace Sester svaté Marie-Madeleiny Postel v Saint-Sauveur-le-Vicomte a 14. září 1842 složila slavnostní řeholní slib. Přijala řeholní jméno Marthe. Její novicmistrní při vstupu do kongregace byla bl. Placide Viel. Později se s ní úzce sblížila. Jako řeholnice pracovala v kuchyni a na polích a měla také na starosti vinný sklep. Osvojila si výrobu cideru a v klášteře byla známá jako „sestra ciderka“. Během prusko-francouzské války se v klášteře starala o francouzské jednotky, kdy si získala uznání za pečlivou pozornost věnovanou duchovním i materiálním potřebám vojáků.
V zimě mezi lety 1875–1876 upadla a zlomila si nohu. Na Květnou neděli 18. března 1883 šla po večeři odnést lahve do kuchyně, když spadla na zem a téhož dne zemřela na prodělanou mrtvici. Její ostatky jsou uloženy v klášteře v Saint-Sauveur-le-Vicomte, kde také zemřela.

## Úcta
Její beatifikační proces započal dne 1. února 1948, čímž obdržela titul služebnice Boží. Dne 24. září 1983 ji papež sv. Jan Pavel II. podepsáním dekretu o jejích hrdinských ctnostech prohlásil za ctihodnou. Dne 21. prosince 1989 byl uznán zázrak na její přímluvu, potřebný pro její blahořečení.
Blahořečena pak byla dne 4. listopadu 1990 na Svatopetrském náměstí papežem sv. Janem Pavlem II.
Její památka je připomínána 18. března. Bývá zobrazována v řeholním oděvu.